# 浦上衛門
浦上 衛門（うらがみ もりと、1899年（明治32年）6月16日 - 詳細不明）は、日本の土木技師であり、実業家である。大阪市技師となり土木局長となった後、大阪地下街社長となる。土木学会名誉会員。岡山県岡山市出身。

## 経歴

### 生い立ち
1899年（明治32年）岡山県御津郡一宮村（現：岡山市）に生れる。旧制岡山県立高梁中学（現：岡山県立高梁高校）卒業を経て、1918年（大正7年）に旧制第六高等学校医科（3部）へ進学する。その後、1922年（大正11年）3月同校を卒業し、京都帝国大学工学部へ進学する。1925年（大正14年）3月、工学部土木工学科を卒業する。

### 大阪市職員として
京大を卒業後、すぐに大阪市役所に入り、土木技師として働く。第二次世界大戦後、1946年（昭和21年）計画部長となり、翌年、土木部長となる。1948年（昭和23年）48歳のとき土木局長となる。その後、浦上は、市役所を定年退職し、1956年（昭和31年）、大阪地下街株式会社発足と共に、その企業の専務取締役に就任する。
浦上らが中心となって、大阪地下街を造ることになったが、その理由として以前、市役所で働いていたときに、戦前の大阪にはすでに何ヶ所か地元の有力者が市に寄付した児童通学用の地下道があったが、これが戦中から浮浪者の溜まり場になっていた。これを地元商人が通路を管理する代わりに、学用品店を開かせて欲しいと申し出があり、これを市で認可した。すると、その店は直ぐに繁盛した経験から、大阪に地下街を造ることになった。1957年（昭和32年）57歳のときに、大阪地下街の代表取締役社長となる。
その後、1970年（昭和45年）5月、土木学会名誉会員となる。また、1980年（昭和55年）関西道路研究会の功労賞を受賞する。